# Villy-sur-Yères
Villy-sur-Yères é uma comuna francesa na região administrativa da Normandia, no departamento de Sena Marítimo.